# Ronde van Frankrijk 2019/Eindstanden
Deze pagina geeft de eindstanden van de klassementen van de Ronde van Frankrijk 2019. Van het algemeen klassement wordt de top 20 weergegeven en verder wordt de top 10 van het berg-, punten-, jongeren- en ploegenklassement vermeld. De Belg en Nederlander die het hoogst in het klassement geëindigd zijn, indien deze de top 10 niet hebben behaald, worden ook in deze lijst opgenomen. Verder wordt ook de strijdlustigste renner vermeld.

## Eindklassementen

### Algemeen Klassement
| Algemeen Klassement |                       |                       |           |
| Plaats              | Naam                  | Ploeg                 | Tijd      |
| Gele trui           | Egan Bernal           | Team INEOS            | 82u57'00" |
| 2                   | Geraint Thomas        | Team INEOS            | + 1'11"   |
| 3                   | Steven Kruijswijk     | Team Jumbo-Visma      | + 1'31"   |
| 4                   | Emanuel Buchmann      | BORA-hansgrohe        | + 1'56"   |
| 5                   | Julian Alaphilippe    | Deceuninck–Quick-Step | + 3'45"   |
| 6                   | Mikel Landa           | Movistar Team         | + 4'23"   |
| 7                   | Rigoberto Urán        | EF Education First    | + 5'15"   |
| 8                   | Nairo Quintana        | Movistar Team         | + 5'30"   |
| 9                   | Alejandro Valverde    | Movistar Team         | + 6'12"   |
| 10                  | Warren Barguil        | Arkéa Samsic          | + 7'32"   |
| 11                  | Richie Porte          | Trek-Segafredo        | + 12'43"  |
| 12                  | Guillaume Martin      | Wanty-Gobert          | + 22'08"  |
| 13                  | David Gaudu           | Groupama-FDJ          | + 24'03"  |
| 14                  | Fabio Aru             | UAE Team Emirates     | + 27'41"  |
| 15                  | Romain Bardet         | AG2R La Mondiale      | + 30'28"  |
| 16                  | Roman Kreuziger       | Team Dimension Data   | + 36'09"  |
| 17                  | Sébastien Reichenbach | Groupama-FDJ          | + 44'29"  |
| 18                  | Daniel Martin         | UAE Team Emirates     | + 45'21"  |
| 19                  | Aleksej Loetsenko     | Astana Pro Team       | + 48'52"  |
| 20                  | Jesús Herrada         | Cofidis               | + 51'57"  |
|                     |                       |                       |           |
| 21                  | Xandro Meurisse       | Wanty-Gobert          | + 56'47"  |

### Puntenklassement
| Puntenklassement |                    |                       |        |
| Plaats           | Naam               | Ploeg                 | Punten |
| Groene trui      | Peter Sagan        | BORA-hansgrohe        | 316    |
| 2                | Caleb Ewan         | Lotto Soudal          | 248    |
| 3                | Elia Viviani       | Deceuninck–Quick-Step | 224    |
| 4                | Sonny Colbrelli    | Bahrain-Merida        | 209    |
| 5                | Michael Matthews   | Team Sunweb           | 201    |
| 6                | Matteo Trentin     | Mitchelton-Scott      | 192    |
| 7                | Jasper Stuyven     | Trek-Segafredo        | 167    |
| 8                | Greg Van Avermaet  | CCC Team              | 149    |
| 9                | Dylan Groenewegen  | Team Jumbo-Visma      | 146    |
| 10               | Julian Alaphilippe | Deceuninck–Quick-Step | 98     |

### Bergklassement
| Bergklassement |                   |                  |        |
| Plaats         | Naam              | Ploeg            | Punten |
| Bolletjestrui  | Romain Bardet     | AG2R La Mondiale | 86     |
| 2              | Egan Bernal       | Team INEOS       | 78     |
| 3              | Tim Wellens       | Lotto Soudal     | 75     |
| 4              | Damiano Caruso    | Bahrain-Merida   | 67     |
| 5              | Vincenzo Nibali   | Bahrain-Merida   | 59     |
| 6              | Simon Yates       | Mitchelton-Scott | 59     |
| 7              | Nairo Quintana    | Movistar Team    | 58     |
| 8              | Aleksej Loetsenko | Astana Pro Team  | 45     |
| 9              | Steven Kruijswijk | Team Jumbo-Visma | 44     |
| 10             | Mikel Landa       | Movistar Team    | 39     |

| Jongerenklassement |                   |                        |            |
| Plaats             | Naam              | Ploeg                  | Tijd       |
| Witte trui         | Egan Bernal       | Team INEOS             | 82u57'00"  |
| 2                  | David Gaudu       | Groupama-FDJ           | + 23'58"   |
| 3                  | Enric Mas         | Deceuninck–Quick-Step  | + 58'20"   |
| 4                  | Laurens De Plus   | Team Jumbo-Visma       | + 1u02'44" |
| 5                  | Gregor Mühlberger | BORA-hansgrohe         | + 1u04'40" |
| 6                  | Giulio Ciccone    | Trek-Segafredo         | + 1u20'49" |
| 7                  | Lennard Kämna     | Team Sunweb            | + 1u39'36" |
| 8                  | Tiesj Benoot      | Lotto Soudal           | + 2u07'28" |
| 9                  | Nils Politt       | Team Katjoesja Alpecin | + 2u14'28" |
| 10                 | Élie Gesbert      | Total Direct Énergie   | + 2u33'02" |

### Ploegenklassement
| Ploegenklassement |                                |            |
| Plaats            | Ploeg                          | Tijd       |
|                   | Movistar Team                  | 248u58'15" |
| 2                 | Trek-Segafredo                 | + 47'54"   |
| 3                 | Team INEOS                     | + 57'52"   |
| 4                 | EF Education First Pro Cycling | + 1u25'57" |
| 5                 | BORA-hansgrohe                 | + 1u29'30" |
| 6                 | Groupama-FDJ                   | + 1u42'29" |
| 7                 | Team Jumbo-Visma               | + 1u52'55" |
| 8                 | AG2R La Mondiale               | + 2u08'17" |
| 9                 | UAE Team Emirates              | + 2u10'32" |
| 10                | Astana Pro Team                | + 2u27'37" |

### Meest strijdlustige renner
| Renner             | Ploeg                 | Eindresultaat |
| ------------------ | --------------------- | ------------- |
| Julian Alaphilippe | Deceuninck–Quick-Step | Winnaar       |
| Thomas De Gendt    | Lotto Soudal          | Genomineerd   |
| Lennard Kämna      | Team Sunweb           | Genomineerd   |
| Vincenzo Nibali    | Bahrain-Merida        | Genomineerd   |
| Yoann Offredo      | Wanty-Gobert          | Genomineerd   |
| Stéphane Rossetto  | Cofidis               | Genomineerd   |
| Simon Yates        | Mitchelton-Scott      | Genomineerd   |

1e etappe ·
2e etappe ·
3e etappe ·
4e etappe ·
5e etappe ·
6e etappe ·
7e etappe ·
8e etappe ·
9e etappe ·
10e etappe ·
11e etappe ·
12e etappe ·
13e etappe ·
14e etappe ·
15e etappe ·
16e etappe ·
17e etappe ·
18e etappe ·
19e etappe ·
20e etappe ·
21e etappe
Startlijst · Eindstanden · Afbeeldingen